# 회계사시험

## 1. 개요

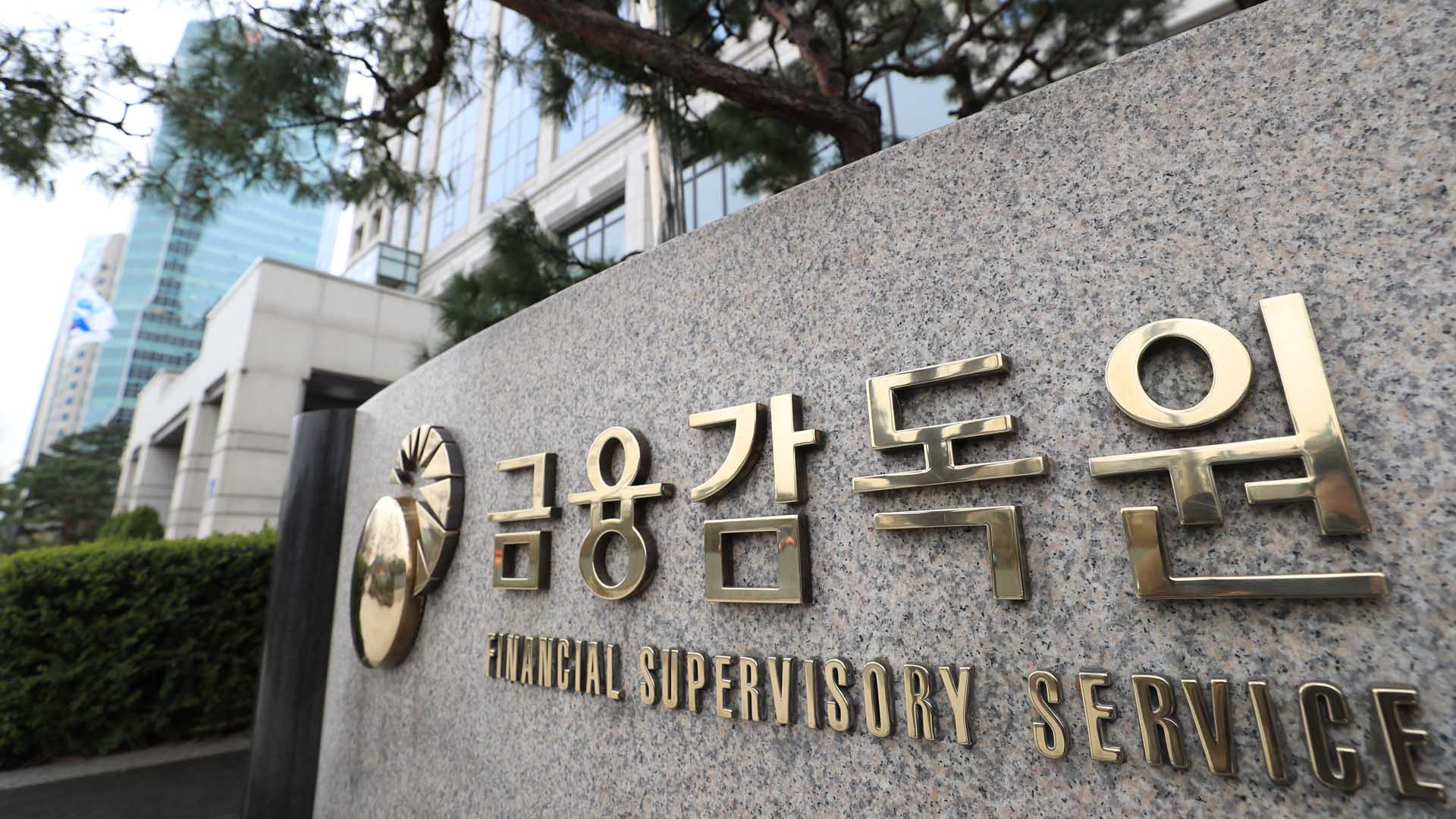
금융감독원

| 공인회계사법 제3조(자격) 공인회계사시험에 합격한 자는 공인회계사의 자격이 있다. 공인회계사법 제5조(공인회계사시험) ① 공인회계사시험(이하 “시험”이라 한다)은 금융위원회가 실시하되, 제1차시험과 제2차시험으로 이루어진다. ② 시험의 과목 기타 시험에 관하여 필요한 사항은 대통령령으로 정한다. ③ 시험에 응시하고자 하는 자는 다음 각호의 1에 해당하여야 한다. 1. 「고등교육법」 제2조 각호의 규정에 의한 학교, 「평생교육법」 제31조제4항, 제32조제1항 또는 제33조제3항에 따른 학교ㆍ사내대학 또는 원격대학 형태의 평생교육시설(이하 “학교”라 한다)에서 일정과목에 대하여 일정학점 이상을 이수한 자 2. 「학점인정 등에 관한 법률」의 규정에 의하여 일정 과목에 대하여 일정 학점 이상을 이수한 것으로 학점인정을 받은 자 3. 「독학에 의한 학위취득에 관한 법률」의 규정에 의하여 일정과목에 대하여 일정학점 이상을 이수한 것으로 학점인정을 받은 자 ④ 제3항의 규정에 의한 과목의 종류, 학점의 수, 학점인정의 기준 및 응시자격의 소명방법은 대통령령으로 정한다. ⑤ 제3항의 규정에 의한 학교의 장 및 학점인정기관의 장은 시험에 응시하고자 하는 자의 응시자격의 유무에 관하여 금융위원회 또는 시험에 응시하고자 하는 자의 확인요청에 응하여야 한다. |

회계사시험은 대한민국 공인회계사를 선발하기 위한 시험으로 금융위윈회의 위탁으로 금융감독원에서 문제를 출제한다. 시험합격시 금융위원회 위원장 명의의 한국공인회계사의 자격증이 발급된다. 

## 2. 응시자격
- TOEFL(비장애인은 iBT 71점 이상, 청각장애인은 iBT 35점 이상), TOEIC(비장애인은 700점, 청각장애인은 350점 이상), TEPS(비장애인은 340점 이상, 청각장애인은 204점 이상), G-TELP(비장애인은 Level2 65점 이상, 청각장애인은 Level2 43점 이상), FLEX (비장애인은 625점 이상, 청각장애인은 375점 이상), IELTS (4.5 이상) 중 하나를 제출해야 한다.
- 피성년후견인 등은 시험에 합격해도 공인회계사가 될 수 없다. 미성년자가 시험을 볼 수 있지만 회계사 등록은 성인이 된 후에 가능하다는 것이다.
- 2007년부터 학점 이수 제도가 도입되어 회계학 및 세무학 관련 12학점, 경영학 9학점, 경제학 3학점을 이수해야만 응시할 수 있다. 앞으로 인공지능 시대에 맞춰 코딩 또한 관련학점이수로 들어갈 예정이다.

## 3. 시험과목
| 1차시험과목 | 1차시험과목 | 1차시험과목 | 1차시험과목 | 1차시험과목 |
| 교시        | 시험시간    | 시험과목    | 문항수      | 배점        |
| 1교시       | 100분       | 경영학      | 32문항      | 80점        |
| 1교시       | 100분       | 경제학원론  | 32문항      | 80점        |
| 2교시       | 120분       | 기업법      | 40문항      | 100점       |
| 2교시       | 120분       | 세법개론    | 40문항      | 100점       |
| 3교시       | 90분        | 회계학      | 50문항      | 150점       |
| ----------- | ----------- | ----------- | ----------- | ----------- |

| 2차시험과목 | 2차시험과목 | 2차시험과목 | 2차시험과목 | 2차시험과목    | 2차시험과목 |
| 교시        | 교시        | 시험시간    | 시험과목    | 문항수         | 배점        |
| 1일차       | 1교시       | 120분       | 세법        | 대문제 7~8문항 | 100점       |
| 1일차       | 2교시       | 120분       | 재무관리    | 대문제 7~8문항 | 100점       |
| 1일차       | 3교시       | 120분       | 회계감사    | 대문제 7~8문항 | 100점       |
| 2일차       | 1교시       | 120분       | 원가회계    | 대문제 5문항   | 100점       |
| 2일차       | 2교시       | 120분       | 중급회계    | -              | 100점       |
| 2일차       | 3교시       | 60분        | 고급회계    | -              | 50점        |
| ----------- | ----------- | ----------- | ----------- | -------------- | ----------- |

## 4. 시험과목별 설명

### 4.1 1차과목
- 경영학 : 일반경영학+재무관리로 구성되어 있으며 일반경영학에서는 인사 및 조직관리 파트를 다루며 재무관리는 재무관리, 경영분석, 투자론 등으로 나눠진다. 재무관리는 현금흐름 계산 위주로 출제되며, 경영분석은 포트폴리오 이론과 CAPM, APT, MM이론, 기업인수 및 합병 등을 주로 다루고 투자론에서는 옵션과 선물가격결정이론과 채권이론, 그리고 외환 등 국제금융론을 주로 다룬다. 재무관리는 2차시험과목으로도 나오는 만큼 대부분의 수험생들은 인강에서 2차필기까지 같이 공부를 하는 편이다. 재무관리가 굉장히 어려운편.
- 경제학원론 : 미시경제론, 거시경제론, 국제경제학으로 나눌 수 있다. 1차 과목 중 제일 어렵다고 소문나 있으며 웬만한 4학년 경제학 학부생 지식정도를 요구하는 편.
- 기업법 : 법인세법, 소득세법, 부가가치세법, 국세기본법과 상속세 및 증여세법 그리고 지방세법이 출제되며, 수험생들과 강사들은 이들을 법소부(법인세법+소득세법+부가가치세법), 국기법(국세기본법), 상증세(상속세 및 증여세법)로 크게 분류한다
- 세법개론 : 상법의 총칙과 상행위편, 회사편, 그리고 공인회계사법과 외부감사법이 출제된다.
- 회계학 : 중급회계+고급회계+원가관리회계+정부회계로 구성되어 있으며 대체적으로 중급회계와 고급회계를 통칭하는 재무회계 35문제, 원가관리회계 10문제, 정부회계 5문제가 출제된다.

### 4.2 2차과목
2차 시험부터는 주관식으로 출제되며 과목마다 몇 문항이 출제될지는 그해 출제위윈들만 안다. 즉 문항수가 결정이 안되어 있다는 애기
- 세법 : 1차와 범위는 동일하다
- 재무관리 : 경영학 과목 중 재무관리가 2차과목으로 재출제된다.
- 회계감사 : 1차에는 없고 2차에만 있는 시험과목이다.
- 원가회계 : 관리회계도 포함한다.
- 중급회계 : 24년부터 재무회계로 통칭되었던 이전 2차시험과 달리 이제 중급회계와 고급회계 별도의 과목으로 출제된다.
- 고급회계 : 위에 언급과 동일